# Domenico Carretti
Domenico Carretti (Bologna, 1650 – 1719) è stato un pittore italiano. È attivo a Brescia dal 1680 circa.

## Biografia
Pittore bolognese, ma bresciano di adozione. Attivo in area bresciana e bergamasca per circa vent'anni.

## Opere
- Clusone - affreschi di palazzo Fogaccia.
- Clusone - Basilica di Santa Maria Assunta: la Vergine Addolorata, san Filippo Benizi e Beata Giovanna Falconieri.
- Brescia - affresco in Contrada S. Chiara
- Brescia - Chiesa di San Francesco: Putto con il velo della Veronica, affresco - Storie di San Bernardino da Siena.
- Brescia - Chiesa di San Giuseppe: Angelo annunciante - Dio Padre - Vergine annunciata.
- Brescia - Museo Diocesano: Natività e la Purificazione della Vergine
- Brescia - Chiesa di S. Giorgio: la Vergine Immacolata con San Francesco di Sales e Santa Caterina.
- Brescia - Pinacotica Tosio Martinengo: Visitazione.
- Brescia - Chiesa del Santissimo Sacramento delle Ancelle della Carità: Sacra Famiglia
- Bagolino - Chiesa di San Rocco: San Domenico fra i Santi Gaetano da Thiene e Pasquale Baylon.
- Rodengo Saiano - Monastero Olivetano di San Nicola: La Vergine col Bambino fra le nubi e i Santi Benedetto e Nicola con Angeli.
- Cignano - Chiesa di San Rocco: La Vergine in Gloria e i Santi Rocco e Firmo.
- Quinzano - I Santi Pietro d'Alcàntara e Giacomo della Marca.
- San Paolo d'Argon - monastero di San Paolo: San Gregorio invoca la cessazione della peste.
- Adro - Parrocchiale di San Giovanni Battista: La Trinità adorata dalla Vergine e dai Santi Giuseppe e Francesco d'Assisi.
- Passirano - Chiesa Parrocchiale di San Zenone: I Santi Carlo Borromeo, Antonio da Padova e Gaetano da Thiene
- Lograto - Chiesa di Ognissanti: La Vergine col Bambino in Gloria  e i Santi Rocco e Antonio da Padova.
- collezione privata - San Filippo Neri. dopo la consacrazione della particola.
- Modena - Museo Civico: San Geminiano in Gloria invoca la protezione divina sulla città di Modena.